# Batalla de La Malmaison
La Batalla de la Malmaison (en francés: Bataille de la Malmaison) del 23 al 25 de octubre fue una batalla que supuso la acción final francesa de la campaña de 1917 en la Primera Guerra Mundial, que había comenzado con la Ofensiva de Nivelle. Los franceses capturaron el pueblo y el fuerte de La Malmaison y tomaron el control de la cresta Chemin des Dames. El 7.º Ejército alemán (general Max von Boehn) había descubierto los preparativos franceses para el ataque y también identificó la fecha y la hora. Boehn eligió defender las posiciones de frente, en lugar de tratarlas como una zona avanzada y conducir la defensa principal al norte del Canal Oise-Aisne. La artillería alemana fue superada en número de tres a uno y en el frente de la 14.ª División, 32 baterías alemanas se enfrentaron a 125 franceses, que silenciaron a la mayoría de los cañones alemanes antes del ataque. El gas de los bombardeos franceses en tierras bajas cerca del canal Oise-Aisne, en el valle de Ailette, se volvió tan denso que era imposible transportar municiones y suministros o sacar a los heridos.
Los batallones de las divisiones especializadas alemanas de contraataque (Eingreifdivisionen) se distribuyeron a lo largo de la línea del frente y fueron atrapados en los bombardeos franceses, los refugios de infantería alemanes fueron identificados por reconocimiento aéreo francés y destruidos sistemáticamente. Después de que el bombardeo de cuatro días se extendió por dos días más debido al mal tiempo, el cuerpo francés XIV, XXI y XI del 6.º Ejército, atacó en un frente de 12,1 km con seis divisiones. La hora cero se había fijado para las 05:45, pero se interceptó un mensaje en alemán que ordenaba que las guarniciones delanteras estuvieran listas a las 05:30 y la hora de inicio en francés se adelantó a las 05:15.
La infantería francesa avanzó detrás de una elaborada andanada, pero la hora cero anterior significó que el ataque comenzó en la oscuridad. La lluvia comenzó a caer a las 06:00 y los 63 tanques Schneider CA1 y Saint-Chamond adjuntos fueron impedidos por el lodo y 27 empantanados detrás de la línea de frente francesa. Quince tanques fueron inmovilizados cruzando la tierra de nadie o en la línea de frente alemana, pero los 21 tanques restantes y la infantería alcanzaron la segunda posición alemana según el plan. La 38.ª División capturó Fort de Malmaison y el XXI Cuerpo tomó Allemant y Vaudesson. Del 24 al 25 de octubre, los cuerpos XXI y XIV avanzaron rápidamente; el I Cuerpo de Caballería fue llevado al área del XIV Cuerpo, listo para explotar un colapso alemán. El 7.º Ejército alemán condujo el Bunzelwitz Bewegung (maniobra de Bunzelwitz), un retiro de Chemin-des-Dames a la orilla norte del Ailette en la noche del 1-2 de noviembre.

## Contexto

### Desarrollos estratégicos

#### Ofensiva Nivelle
El general Robert Nivelle reemplazó a Joseph Joffre como comandante en jefe francés en diciembre de 1916, después de los costosos combates en Verdún y Somme. Nivelle afirmó que un bombardeo masivo en las líneas alemanas podría traer la victoria francesa en 48 horas y evitar las costosas batallas de desgaste, grignotage (mordisqueando) en 1916. La ofensiva francesa comenzó el 16 de abril de 1917, después del apoyo del primer ministro de Francia, a pesar de las dudas de otros políticos, Philippe Pétain, Joseph Alfred Micheler, otros altos mandos del ejército y los británicos. La ofensiva de Nivelle involucró cerca de 1,2 millones de tropas francesas y británicas y 7 000 piezas de artillería en frentes entre Reims y Roye, después de ofensivas preliminares en Arras y St. Quentin. El esfuerzo principal fue un ataque a las posiciones alemanas a lo largo de la cresta Chemin des Dames, en la Segunda Batalla del Aisne para romper las defensas alemanas en 48 horas, provocar una batalla de maniobra y derrotar decisivamente a los ejércitos alemanes en Francia.
De febrero a marzo de 1917, los ejércitos alemanes en los salientes de Noyon y Bapaume se retiraron a una nueva línea de fortificaciones, la Siegfriedstellung (Línea Hindenburg) a través de la base de los salientes, desde Neuville Vitasse cerca de Arras, pasando por St. Quentin y Laon hasta el Aisne al este de Soissons, que termina en Cerny en Laonnois en la cresta de Chemin-des-Dames, aunque no se produjo la retirada a la última parte de la línea. Las nuevas fortificaciones estaban destinadas a ser precautorias, (Sicherheitskoeffizient) construidas para ser utilizadas como posiciones de reunión Eventual-Stellungen (similares a las construidas en el frente ruso) para acortar el Frente Occidental, economizar tropas y crear reservas. El Siegfriedstellung tenía el potencial de liberar la mayor cantidad de tropas y la construcción comenzó primero el 27 de septiembre de 1916.
El Tercer Ejército francés comenzó la ofensiva contra los puntos de observación alemanes en St. Quentin del 1 al 13 de abril, que tomaron algunas de las defensas alemanas frente al Siegfriedstellung. El 9 de abril, el Tercer Ejército británico comenzó la Batalla de Arras desde Croisilles hasta Ecurie, contra la cresta Observation, al norte de la carretera Arras-Cambrai y hacia Feuchy y la segunda y tercera líneas alemanas. El ataque británico a ambos lados del río Scarpe penetró 5,5 km, el avance más avanzado alcanzado desde el comienzo de la guerra de trincheras. La mayoría de los objetivos se alcanzaron en la tarde del 10 de abril, a excepción de la línea entre Wancourt y Feuchy alrededor de Neuville-Vitasse. El Primer Ejército atacó desde Ecurie al norte de Scarpe hasta Vimy, que cayó aproximadamente a la 01:00, en un avance de 3.7 km. Para el 16 de mayo, los británicos habían capturado 254 cañones alemanes pero no habían penetrado.

#### Segunda Batalla del Aisne
En la Segunda Batalla del Aisne (16 de abril - 9 de mayo), los franceses no lograron su objetivo estratégico de un avance y un regreso a una guerra de movimiento, pero capturaron terreno tácticamente importante e infligieron muchas bajas a los defensores alemanes. Los alemanes se vieron obligados a retirarse del área entre Braye-en-Laonnois, Condé-sur-Aisne y Laffaux a la línea Hindenburg desde el molino Laffaux, a lo largo de Chemin-des-Dames hasta Courtecon. Los ejércitos alemanes en Francia todavía tenían pocas reservas, a pesar de los retiros a la línea Hindenburg en marzo y sufrieron 163 000 bajas durante la ofensiva de Nivelle. Debido a la escasez de tropas, las divisiones del frente tuvieron que cambiar de lugar con las divisiones de Eingreif, en lugar de retirarse para recuperarse. En una pausa del 9 de mayo al 20 de agosto, se agotaron más divisiones alemanas que en Verdún el año anterior. De las divisiones alemanas involucradas en la cresta, ninguna pasó más de doce días en la línea y solo la 46.ª División de Reserva regresó por otro período en la línea; los franceses tomaron 8 552 prisioneros.

## Lecturas relacionadas
- Balck, W. (2008). Entwickelung der Taktik im Weltkrige [Development of Tactics, World War] (en alemán) (trans. Kessinger edición). Berlin: Eisenschmidt. ISBN 978-1-4368-2099-8.
- Die Kriegsführung im Frühjahr 1917 [War Leadership in Spring 1917]. Der Weltkrieg 1914 bis 1918: Die militärischen Operationen zu Lande [The World War 1914–1918: Military Operations on Land] XII (online escaneada edición). Berlin: Mittler. 1939. OCLC 248903245. Consultado el 25 de noviembre de 2013 – via Oberösterreichische Landesbibliothek.
- Edmonds, J. E. (1991). Military Operations France and Belgium 1917: 7 June – 10 November. Messines and Third Ypres (Passchendaele). History of the Great War Based on Official Documents by Direction of the Historical Section of the Committee of Imperial Defence II (Imperial War Museum and Battery Press edición). Londres: HMSO. ISBN 978-0-89839-166-4.
- Rheims and the Battles for its Possession (traducida al inglés edición). Clermont Ferrand: Michelin & cie. 1920. OCLC 5361169. Consultado el 11 de octubre de 2013.
- Samuels, M. (1995). Command or Control? Command, Training and Tactics in the British and German Armies 1888–1918. Londres: Frank Cass. ISBN 978-0-7146-4214-7.
- Spears, E. L. (1939). Prelude to Victory. Londres: Jonathan Cape. OCLC 459267081.
- Uffindell, A. (2015). The Nivelle Offensive and the Battle of the Aisne 1917: A Battlefield Guide to the Chemin des Dames. Barnsley: Pen & Sword Military. ISBN 978-1-78303-034-7.